# Alfredas
Alfredas ist ein litauischer männlicher Vorname, abgeleitet von Alfred. 

## Namensträger
- Alfredas Jonuška (* 1965), Politiker, Bürgermeister der Rajongemeinde Šiauliai
- Alfredas Lankauskas (* 1950),  Politiker und Hochschullehrer, Bürgermeister von Šiauliai
- Alfredas Stasys Nausėda (* 1950), Politiker, Seimas-Mitglied
- Alfredas Pekeliūnas (* 1948),  Agrarunternehmer und Politiker
- Alfredas Henrikas Stasiulevičius (* 1937), Politiker, Mitglied des Seimas
- Alfredas Širmulis (1938–2013),  Kunsthistoriker und Professor an der Kunstakademie Vilnius